# Museu de Arqueologia Dom Diogo de Sousa
O Museu de Arqueologia D. Diogo de Sousa é um museu de arqueologia localizado em Braga, Portugal.

## História

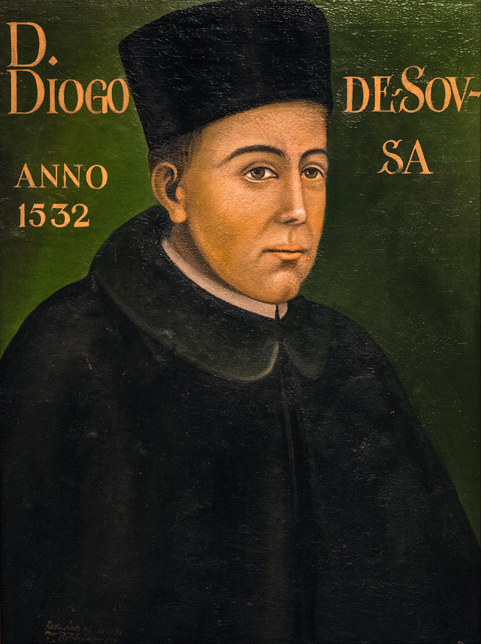
D. Diogo de Sousa

O nome do museu é uma homenagem a D. Diogo de Sousa, arcebispo de Braga entre 1505 e 1532, por ser um dos primeiros a tentar preservar o património da antiga Bracara Augusta criando um primeiro "museu" a céu aberto com a colocação de vários miliários no Campo de Sant'Ana, atual Avenida Central. Em 1769, esses miliários são transferidos para a Alameda das Carvalheiras por D. Gaspar de Bragança. Em 1886 a Câmara propõe recolher todo o espólio arqueológico da cidade nas Carvalheiras e em 1892, ela decide, enfim, a criação dum museu no mesmo sítio. Essa decisão ficou esquecida, por isso em 1897, Francisco Manuel de Oliveira Carvalho, Visconde de Fraião, apresenta novamente uma proposta de criação dum museu municipal de arqueologia, votada por unanimidade, mas que fica na mesma, sem efeito.
Em setembro de 1899, Albano Belino inaugura o seu museu de arqueologia no paço episcopal, e recebe mesmo algumas ofertas da Câmara, prova que ela teria na altura desistido da ideia do museu municipal. No entanto, o museu de Belino é pequeno e sombrio, e fechado ao grande público. Em 1905, a Câmara quer destruir o Castelo de Braga, Belino propõe a conversão do edifício em museu tentando duma salvar o monumento e de outra encontrar um espaço mais apropriado para o seu museu, mas a proposta é rejeitada, e o Castelo destruído. Belino, desgostoso, morre de seguida doando o seu espólio ao Museu Arqueológico da Sociedade Martins Sarmento de Guimarães. O museu municipal foi finalmente criado em 28 de Março de 1918, e instalado também no Paço Episcopal Bracarense. Mas até aos anos 80 do século XX nunca conseguiu assegurar um funcionamento regular.
Em 1980 foi finalmente decidido revitalizar o Museu tendo sido nomeada uma Comissão Instaladora do projeto (Decreto-Lei n.º 409/80, de 27 de Dezembro).
Mais tarde, Teresa Patrício Gouveia, secretária de Estado da Cultura do XI Governo lançou a obra de construção do museu, tendo sido erguida a estrutura de betão.
Em 1989, a Secretária de Estado seria substituída por Pedro Santana Lopes, que procede a uma profunda reorganização dos serviços sob a sua dependência. Extingue o IPPC e cria em 1992 o IPPAR e o IPM (Instituto Português de Museus). Os então presidentes do IPM, Simonetta Luz Afonso, e do IPPAR, Nuno dos Santos Pinheiro, consideram o projeto do museu "O elefante branco da museologia", tendo congelado as obras.
A construção seria apenas retomada em 2001, tendo o museu aberto ao público em 29 de Junho de 2007, 115 anos depois da sua primeira criação pela autarquia (1892).
A tutela do museu pertence à Museus e Monumentos de Portugal E.P.E..

## Acervo
O seu acervo compreende colecções de arqueologia, da região Norte de Portugal, com particular incidência em torno de Braga, cuja cronologia se estende do Paleolítico à época Medieval.

O museu possui a que é considerada a “melhor colecção de miliários de toda a Europa”. Os do Inventário Capela foram classificados como Monumento Nacional em 1910.

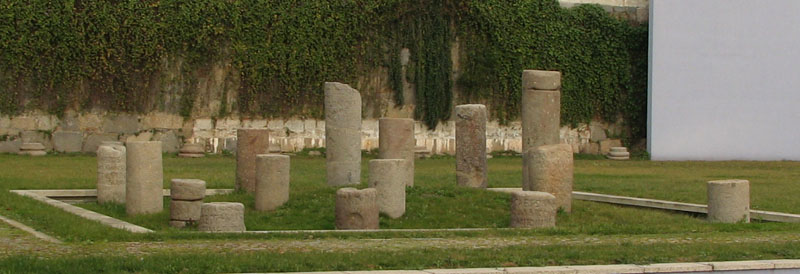
Marcos milenares romanos no exterior do museu.

Possui ainda milhares de moedas do Alto Império e dezenas de milhares de numismas do Baixo Império, grande parte delas por catalogar.
Um outro espólio diz respeito ao arquivo fotográfico, imagens relativas a monumentos arquitectónicos e arqueológicos desaparecidos.
Também se pode visitar um mosaico romano, no preciso local onde foi encontrado.

### Doação Bühler-Brockhaus

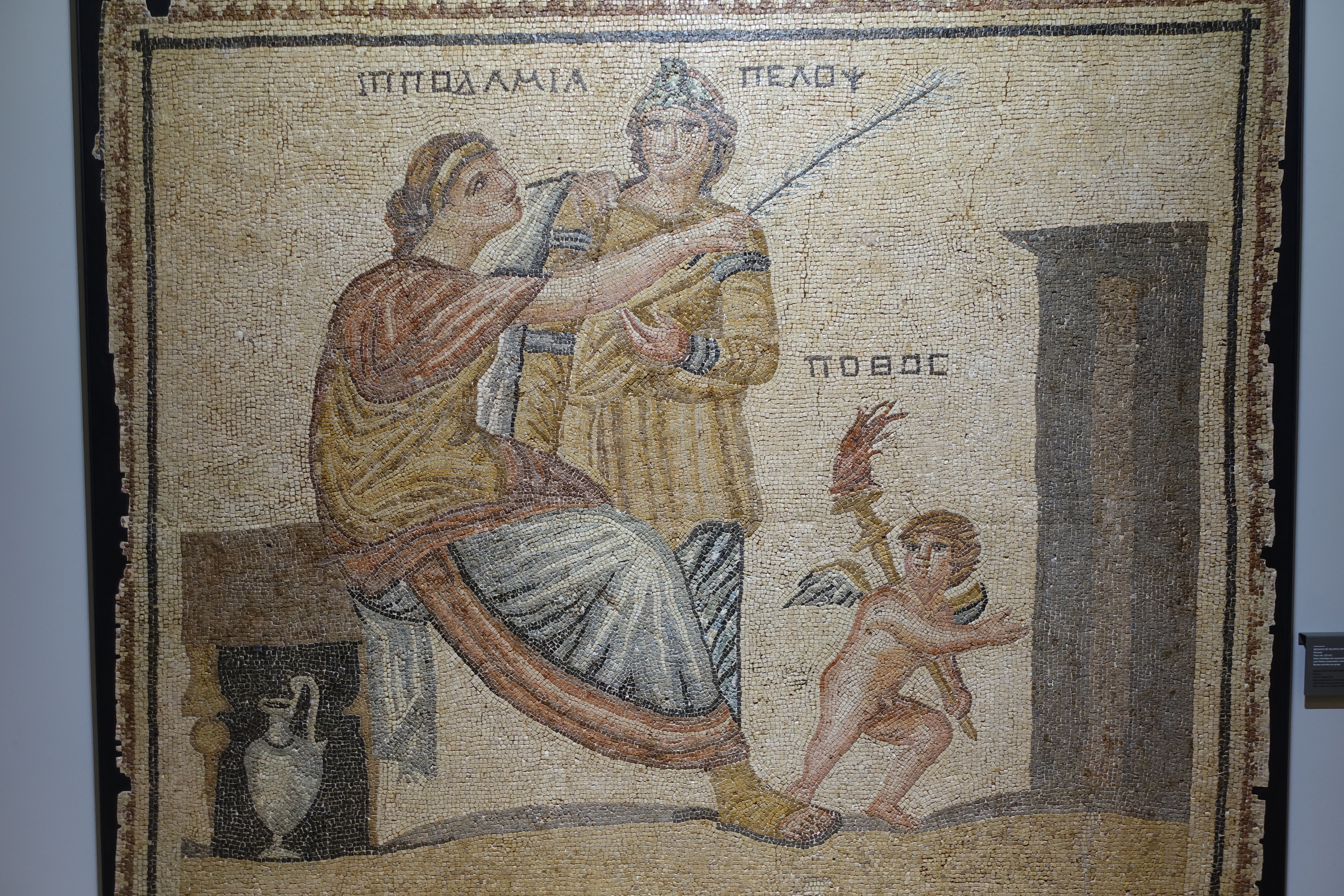
Mosaico romano (séc. III): Casamento de Pelops e Hipodamia, Doação Bühler-Brockhaus

Em 2018 e 2019, o museu recebeu, por doação, a importante coleção da Fundação Buehler-Brockhaus, e a coleção particular de Hans-Peter Bühler e Marion Bühler-Brockhaus, com quase 300 peças de mármore, ouro, prata, bronze e terracota, vasos cerâmicos gregos e etruscos, unguentários romanos em vidro, utensílios, equipamentos e adornos em materiais nobres.
A entrega da coleção realizou-se no âmbito da comemoração do centenário da criação oficial do Museu, que ocorreu em 28 de março de 1918.
Entre as peças doadas, estão várias de grande raridade como o busto do Imperador Augusto da sua época, o único em Portugal. Inclui ainda o busto do imperador Trajano.
Várias peças de grande dimensão como um torso de mármore da deusa Ártemis, um torso de militar em mármore e uma grande escultura de uma figura togada romana integram ainda a coleção.
Merece particular destaque um cálice, com a raridade de uma inscrição etrusca, uma grande cratera (krater) de volutas apúlio e três grandes mosaicos romanos. Um vasto número de objetos de diversas proveniências e cronologias, desde o Mundo Egípcio, Grego, Etrusco e Romano, enriquecem a coleção patente no Museu D. Diogo de Sousa.

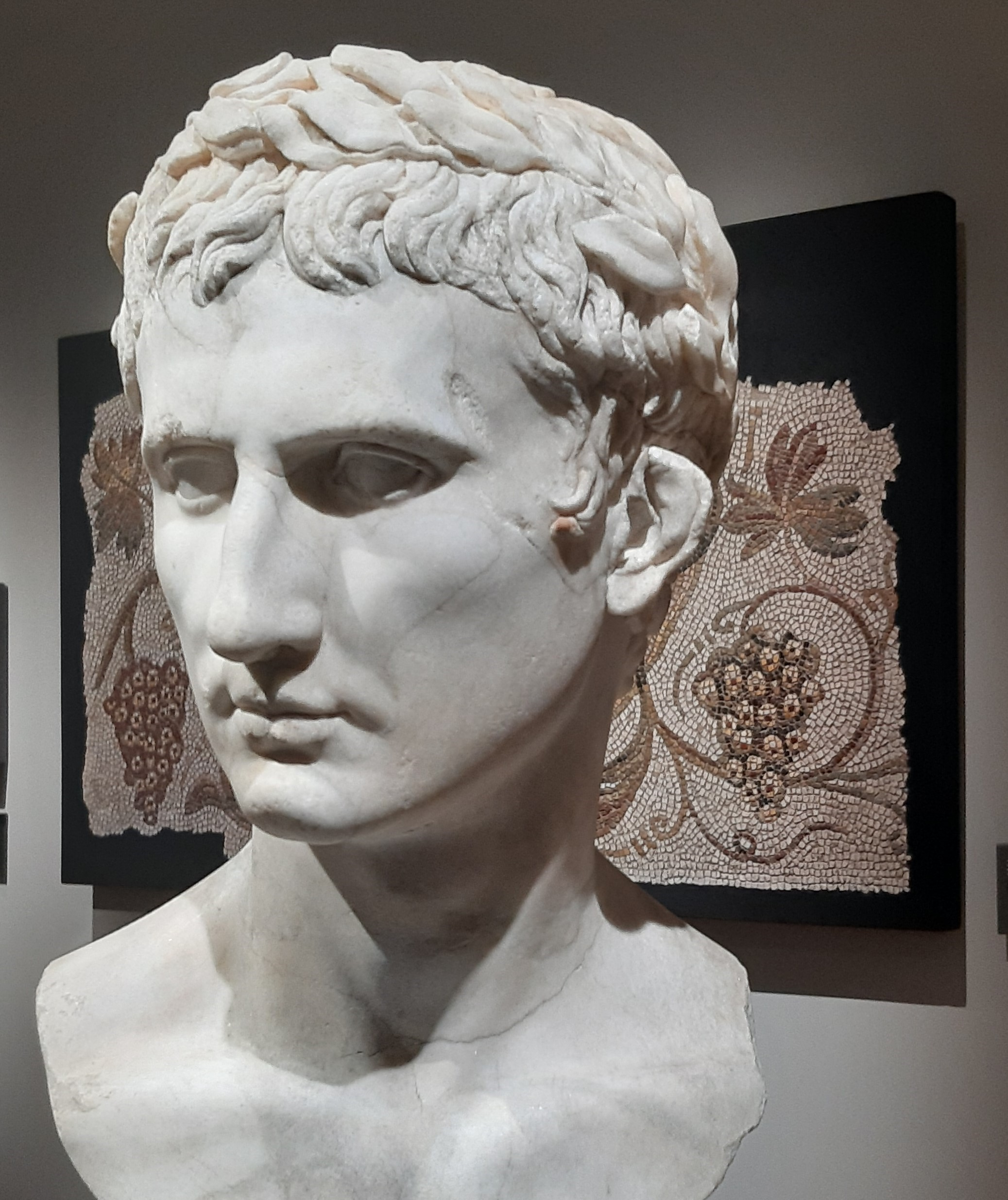
Busto do Imperador Augusto em mármore, Doação Bühler-Brockhaus

Em 2020, foi publicado um catálogo sobre toda a doação, da autoria de Hans-Peter Bühler e outros, intitulado "Greco-Roman-World Ancient Mediterranean Art". O mesmo foi doado ao Museu D. Diogo de Sousa.
Em 2021, o mesmo casal fez uma doação de 410 mil euros que foi utilizada em trabalhos de beneficiação e requalificação do museu. A obra incluiu a pintura e a limpeza do edifício e a melhoria dos seus sistemas de segurança e iluminação.
Em 2023, os mecenas assinaram um contrato de comodato com o Museu D. Diogo de Sousa, que inclui a entrega de quinze peças, com destaque para a cabeça romana, em mármore, do Imperador Antoninus Pius, que reinou de 138 a 161. Destaque ainda para uma escultura romana, em mármore, de um galgo lacónico e um fragmento de relevo romano, em mármore, com quadriga.

### Ara votiva deTerras de Bouro
O museu recebeu, em 1 de julho de 2022, um “altar romano” que passou a integrar a sua exposição permanente, ficando disponível para fruição pública.
Trata-se de uma ara romana consagrada a Ocaere, uma divindade indígena.
Este altar foi encontrado em 1724, nas obras de reedificação da sacristia da Igreja Matriz de S. João do Campo, Campo do Gerês, município de Terras do Bouro.
O museu procedeu à intervenção de conservação do altar, bem como ao respetivo registo no inventário, “requalificando a peça e a informação associada, de forma a que possa ser apreciada pelo público nas melhores condições, e passe a estar disponível para investigadores e demais interessados”.
A peça era propriedade de Ana Maria Braga da Cruz Ferrão, entretanto falecida. A doação é feita, através do irmão, “cumprindo o desejo da anterior proprietária”.